# Charles Rollmops
Charles Rollmops (Shamrock Bones en VO) est un personnage de fiction de l'univers de Mickey Mouse créé en 1952 par les studios Disney.
Ce détective apporte régulièrement son expérience à Mickey et au commissaire Finot dans leur lutte contre le crime.

## Nom dans différents pays
- Allemagne : Spürli
- Angleterre : Shamrock Bones
- Brésil : Berloque Gomes
- Danemark : Herlock Shomes, Charles Holm
- Finlande : Herlokki Solmunen
- France : Charles Rollmops
- Italie : Shamrock Bondes, Herlock Shomes, Merlock Solmes
- Norvège : Bein Holmsen
- Pays-Bas : Sul Dufneus
- Pologne : Herlock Szolms
- Québec : Shamrock Bones
- Suède : Skärlock Holmes